# 橋詰優子
橋詰 優子（はしづめ ゆうこ、1974年6月15日 - ）は、元朝日放送テレビ（ABCテレビ）女性アナウンサー。本名は、清水 優子（旧姓・橋詰）。

## 来歴
大阪府箕面市出身。大阪府立豊中高等学校、関西大学社会学部を卒業した。高校時代はハンドボールの選手として活動した。また、大学生時代には、『おはよう朝日です』（朝日放送テレビ）内のコーナー「関西トレンド倶楽部」でリポーターを務めていた。1997年にアナウンサーとして、朝日放送へ入社した。同期入社の赤江珠緒（現在はフリーとして活動中）、高野直子（現在は東京支社東京メディア事業室所属）とともに、『朝日放送三人娘』と謳われた。3人とも入社1年目から、『週刊ワイドABCDE〜す』をはじめ、数々のテレビ・ラジオ番組に出演した。『おはよう朝日です』にも、土曜版にリポーター、平日版にニュースキャスターの代理で登場したことがある。
2002年に同局社員と結婚した。2009年には、『第8回ANNアナウンサー賞』の「原稿のあるもの部門」で優秀賞を受賞した。また、同局のアナウンサーで唯一、朝日放送テレビ平日夕方のローカルニュース番組「NEWSゆう」シリーズ（『ABC NEWSゆう』→『NEWSゆう+』）の全放送期間（11年）にわたってレギュラー出演した。赤江が同局に在籍したまま『スーパーモーニング』（テレビ朝日）の司会に抜擢された2003年6月からは、赤江の後任で『ABC NEWSゆう』のキャスターを最終回まで担当した。2009年3月に始まった後番組の『NEWSゆう+』でも、2011年9月の放送終了まで一貫してメインキャスターを務めた。
『NEWSゆう+』の放送末期に妊娠したことから、同番組終了直後の2011年10月に産前休暇を取得した。同年12月に、一卵性双生児（いずれも男児）を出産した。出産後も育児休暇に入っていたが、2013年9月に復帰した。同年11月の鳥木千鶴異動後は、同局女性アナウンサーで最古参となった。2014年度はラジオでレギュラー出演者の代役を多く務めた。
2024年4月30日、朝日放送テレビのホームページで退職を発表した。

## 人物・エピソード
- 『桑原征平粋も甘いも』水曜日パートナーの小川恵理子が、仲の良いABC女性アナウンサーとして橋詰を挙げている[4]。

## 過去の出演番組

### テレビ
- ワイドABCDE〜す
- 週刊ワイドABCDE〜す
- おはよう朝日土曜日です
- ABC NEWSゆう - リポーター→キャスター
- NEWSゆう+ - メインキャスター
- スタンダップ! - ナレーション
- 石田純一のシネマに乾杯（テレビ、2013年10月5日 - ） - ナレーション
- 新婚さんいらっしゃい!（テレビ） - 同時ネット局向け解説放送担当
- Co.☆ラボ（テレビ、2018年4月1日 - ） - ナレーション
- おはよう朝日です（テレビ）
  - （2018年4月6日 - 2020年10月2日） - 金曜日ニュースキャスター
  - （2020年10月5日 - ） - 「ママリの“えがおのたね”」コーナー（ナレーション）
- ABCニュース（テレビ・ラジオとも）
- ABCテレビからのお知らせ（2018年3月31日 - 4月1日） - テレビ・ラジオ分社に伴うテレビのコールサイン変更[5]の案内

### ラジオ
- 歌謡大全集 - 2002年度金曜パーソナリティ
- 米朝よもやま噺（2005年8月 - 2011年9月） - ゲストのプロフィールなどのナレーション
- 橋詰優子のおはようチャイナ
- ドッキリ!ハッキリ!三代澤康司です
  - 2014年4月21日：バリ島で結婚式を挙げた月曜パートナー・桂紗綾の代理
  - 2014年6月30日・7月9日：髄膜炎治療のため入院した三代澤康司の代理
  - 2015年3月27日：朝日放送勤続30年の特別休暇を取得した三代澤の代理
- おはようパーソナリティ道上洋三です（2014年8月11日 - 13日） - 夏休み中の道上洋三・吉田詩織の代理を、松村邦洋と共に担当
- とびだせ!夕刊探検隊（2015年1月12日） - 八塚彩美の代理
- 放送終了アナウンス（2014年8月4日 - 2016年3月14日）
- 橋詰優子のサンデーかうも。[6]（2015年4月5日 - 2017年10月1日）
- 堀江政生のほりナビ!! - 2015年度下半期火曜レギュラー、2016年度下半期『堀江政生のほり×ナビ』第2部火・金曜レギュラー
- 橋詰優子の「劇場に行こう!」（ラジオ、2015年4月5日 - ）
- マンスリーABC（テレビ、2016年11月度 - ）
- 兵動大樹のほわ〜っとエエ感じ。（ラジオ、2017年7月 - ） - 13時台「賢くなってエエ感じ。」コーナーを不定期で担当
- ZUU online プレゼンツ 笑って役だつマネークリニック[7]（ラジオ、2017年10月1日 - 18年7月1日）

### 映画
- 36.8℃ サンジュウロクドハチブ（2018年7月7日公開、映画24区） - 尾上久美子 役